# Ленинская улица (Оренбург)
Улица Ленинская — одна из магистральных улиц в центре Оренбурга.

## История
Улица возникла вместе с основанием Оренбургской крепости. C 1744 по 1760 годы бывшая Штабская улица, затем до конца XVIII в. носила название Орской улицы, потом переименована в улицу Неплюевскую, а в 1919 году в улицу Красноармейскую. В 1926 году названа в честь Владимира Ильича Ленина (Ульянова) (1870—1924), организатора Коммунистической партии Советского Союза, основателя первого в мире социалистического государства.

## Расположение
Имеет направление с запада на восток от улицы Яицкой до улицы Маршала Жукова. Протяжённость около 2,02 км.

## Застройка

### Здания культуры
- Оренбургское областное отделение союза художников России.
- Оренбургский областной музей изобразительных искусств.
- Оренбургский областной драматический театр имени М. Горького.

### Образование
- Оренбургский государственный институт искусств имени Л. и М. Ростроповичей.
- Детская музыкальная школа № 1 имени Петра Ильича Чайковского.
- Оренбургский государственный аграрный университет.

### Памятники истории и архитектуры[3][4]
- № 11 — Особняк. Время постройки: середина XIX в.
- № 17 — Завод пивоваренный А.Ф. Клюмпа. Время постройки: середина ХIХ - начало XX вв.
- № 19 — Особняк. 1880-е гг.
- № 22 — Городская усадьба Е.М. Городисского. 1906 г.
- № 23 — Волжско-Камский банк. 2 половина XIX в.
- № 25 — Неплюевский кадетский корпус (женская гимназия). Здание, где в честь победы Красной Армии на Туркестанском фронте состоялось торжественное собрание реввоенсовета 1-й армии с участием председателя ВЦиК М.И. Калинина и командующего туркестанского фронта М.И. Фрунзе. 1825 г.
- № 27 — Прогимназия женская. Домовая церковь Сергия Радонежского. 1894 г.
- № 28 — Банк Общества взаимного кредита. Время постройки: начало XX в.
- № 28А — Дом Союза художников. 1957 г.
- № 29 — Флигель городской усадьбы. Время постройки: конец XIX - начало XX вв.
- № 31 — Дом городской усадьбы З. Рамиева. Время постройки: конец XIX - начало XX вв.
- № 33 — Усадьба купца Ф.А. Белякова. 1860-е гг. – 1890-е гг.
- № 34 — Усадьба Мошковых. 1909 г.
- № 35 — Дума городская. 1875 г.
- № 36 — Дома Мякиньковых. Начало XX в.
- Здание музыкальной школы № 1 (Офицерское собрание). 1 половина XIX в.
- Беседка-ротонда. Ленинский Сад. Время постройки: 1 половина XIX в.
- Здание драматического театра. 1834 г., 1947 г.
- Здание инженерного и генерального штаба. Службы. 1836-1841 гг.
- № 41 — Городской особняк с палисадником. Конец XIX в.
- № 50 — Институт Николаевский женский. 1885-1889 гг.
- № 52Б — Правление казачьего войска. XIX в.
- № 56 — Казармы юнкерского училища, где в ночь на 4 апреля 1918 г. белоказаками зверски зарублены более 100 красногвардейцев и членов их семей. 1868 г.
- № 21 — Дом поручика Н.А. Крашенинникова. Время постройки: середина XIX в.
- № 24 — Дом городской усадьбы А.Я. Исаковой.

### Памятники
- Памятник Владимиру Ильичу Ленину.
- Памятник бездомным животным.
- Памятник Водоразборная колонка.
- Орские ворота Оренбургской крепости.

### Парки
- Ленинский Сад.

### Другие значимые здания и организации
- Прокуратура Оренбургского района.
- Облпотребсоюз.